# Współczynnik fali stojącej

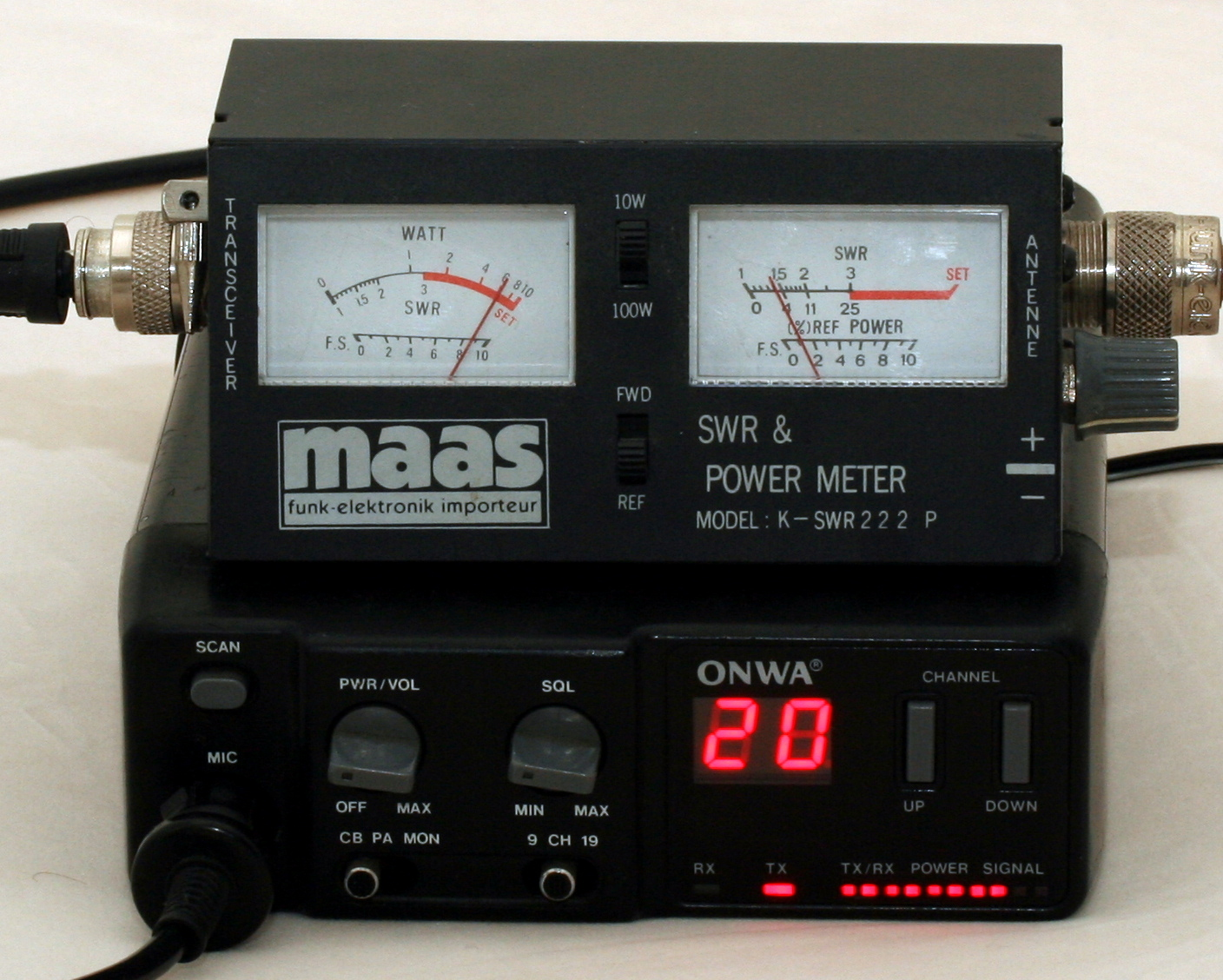
Radio CB Onwa MK-2 z miernikiem SWR

Współczynnik fali stojącej, WFS (ang. standing wave ratio, SWR) – bezwymiarowy parametr będący miarą dopasowania impedancji obciążeń do impedancji charakterystycznej linii przesyłowej lub falowodu. Niedopasowanie impedancji powoduje odbicie części fali od końca linii, odbita fala biegnąca w linii w kierunku przeciwnym do fali nadawanej tworzy w linii przesyłowej falę stojącą.
Współczynnik fali stojącej określa się jako stosunek amplitudy maksymalnej (w strzałce fali stojącej) do amplitudy minimalnej (w węźle fali stojącej) w linii zasilającej odbiornik. W linii przesyłającej falę elektromagnetyczną mierzoną wielkością jest napięcie elektryczne. 
{\displaystyle {\text{SWR}}={\frac {|V_{\text{max}}|}{|V_{\text{min}}|}}}
Maksymalna amplituda fali w linii jest równa sumie amplitudy fali nadawanej i odbitej, a w węźle różnicy tych amplitud. Określając amplitudę fali odbitej przez współczynnik odbicia i jego zależność od impedancji. Uwzględniając, że moc fali jest proporcjonalna do kwadratu jej amplitudy:
{\displaystyle \Gamma ={\frac {V_{r}}{V_{f}}}={Z_{L}-Z_{o} \over Z_{L}+Z_{o}}}
{\displaystyle {\begin{aligned}|V_{\text{max}}|&=|V_{f}|+|V_{r}|\\&=|V_{f}|+|\Gamma V_{f}|\\&=(1+|\Gamma |)|V_{f}|.\end{aligned}}}
{\displaystyle {\begin{aligned}|V_{\text{min}}|&=|V_{f}|-|V_{r}|\\&=|V_{f}|-|\Gamma V_{f}|\\&=(1-|\Gamma |)|V_{f}|.\end{aligned}}}
{\displaystyle {\text{SWR}}={\frac {|V_{\text{max}}|}{|V_{\text{min}}|}}={\frac {1+|\Gamma |}{1-|\Gamma |}}}
{\displaystyle {\text{SWR}}={\frac {1+{\sqrt {P_{r}/P_{f}}}}{1-{\sqrt {P_{r}/P_{f}}}}}}
gdzie:
{\displaystyle V_{f},P_{f}} – amplituda i moc fali padającej,
{\displaystyle V_{r},P_{r}} – amplituda i moc fali odbitej.
{\displaystyle \Gamma } – współczynnik odbicia
WFS (SWR) może przyjmować wartość od 1 do ∞.
WFS = 1, gdy amplituda fali odbitej jest równa 0, a cała moc ze źródła jest dostarczana do odbiornika. Przy idealnym dopasowaniu impedancja obciążenia = impedancji linii, zachodzi dopasowanie.
WFS > 1, gdy obciążenie jest niedopasowane do linii i powstaje tzw. fala odbita, która powraca do nadajnika. W skrajnych przypadkach duży WFS może spowodować uszkodzenie linii transmisyjnej albo nawet nadajnika.
Do pomiaru WFS stosuje się pasywne urządzenia zwane reflektometrami.